# ヴァイオリン協奏曲 (カバレフスキー)
ヴァイオリン協奏曲ハ長調 作品48は、ドミトリー・カバレフスキーが1948年に作曲したヴァイオリン協奏曲。

## 作曲の経緯
1948年のコムソモール結成30周年を記念して作曲された。当時カバレフスキーは、ソビエト連邦の青年（演奏者と聴衆の双方）に捧げる協奏曲3部作を構想、その第1作目として完成したのが本作である。翌1949年にチェロ協奏曲第1番、1952年にピアノ協奏曲第3番が作られ、3部作は完結した。
1回の演奏会で3曲まとめて演奏できるよう、いずれの曲も20分程度の小規模なものとなっており、本作も演奏時間は約15分である。

## 初演
1948年10月29日、モスクワにてイーゴリ・ベズロドニー独奏、ミハイル・テリアン指揮モスクワ音楽院学生管弦楽団により初演。

## 編成
独奏ヴァイオリン、フルート、オーボエ、クラリネット2、ファゴット、ホルン2、トランペット、トロンボーン、ティンパニ、トライアングル、小太鼓、タンブリン、シンバル、大太鼓、木琴、弦五部。

## 構成
第1楽章 Allegro molto e con brio
ソナタ形式。トランペットを中心にした序奏が終わると、すぐに独奏ヴァイオリンが勢いよく律動的な第1主題を奏でる。続いて歌謡的な第2主題を奏で、一旦静かに終了し展開部に入る。展開部は独奏ヴァイオリンのピッツィカートに始まり、次第に高揚する。再現部は独奏ヴァイオリンが激しい動きを見せる。
第2楽章 Andanto cantabile
三部形式。弱音器をつけた弦楽器を伴奏に独奏ヴァイオリンが叙情的なメロディを奏でる。このメロディはフルートに受け継がれ、独奏ヴァイオリンがこれに対比的なメロディをつける。中間部はオーボエ、ファゴットの奏するメロディと、独奏ヴァイオリンの躍動的なメロディが組み合わされ展開する。第3部は初め合奏ヴァイオリンが第1部のメロディを奏し、独奏ヴァイオリンが受け継ぐ。最後は独奏ヴァイオリンのフラジオレットで静かに終わる。
第3楽章 Vivace giocoso
ロンド形式。A-B-A-C-カデンツァ-A-B-Cからなる。諧謔的なA主題の後、歌謡的なB主題が登場、展開後、A主題が再現。民謡的な感じのC主題が発展した後、トリル、重音を用いたカデンツァとなる。やがて、フルートにA主題が現れ、続いてB主題も再現、C主題を用いたコーダになり一気呵成に終わる。